# Saint-Georges (Charente)
Saint-Georges ist eine französische Gemeinde mit 44 Einwohnern (Stand: 1. Januar 2022) im Département Charente in der Region Nouvelle-Aquitaine (vor 2016 Poitou-Charentes); sie gehört zum Arrondissement Confolens und zum Kanton Charente-Nord. 

## Geographie
Saint-Georges liegt etwa 38 Kilometer nordnordöstlich von Angoulême. Saint-Georges wird umgeben von den Nachbargemeinden Nanteuil-en-Vallée im Norden und Osten, Poursac im Süden und Westen sowie Verteuil-sur-Charente im Westen und Nordwesten.

## Bevölkerungsentwicklung
| Jahr                       | 1962 | 1968 | 1975 | 1982 | 1990 | 1999 | 2006 | 2019 |
| Einwohner                  | 82   | 76   | 73   | 71   | 75   | 67   | 57   | 46   |
| Quellen: Cassini und INSEE |      |      |      |      |      |      |      |      |

## Sehenswürdigkeiten
- Dolmen La Pierrefitte

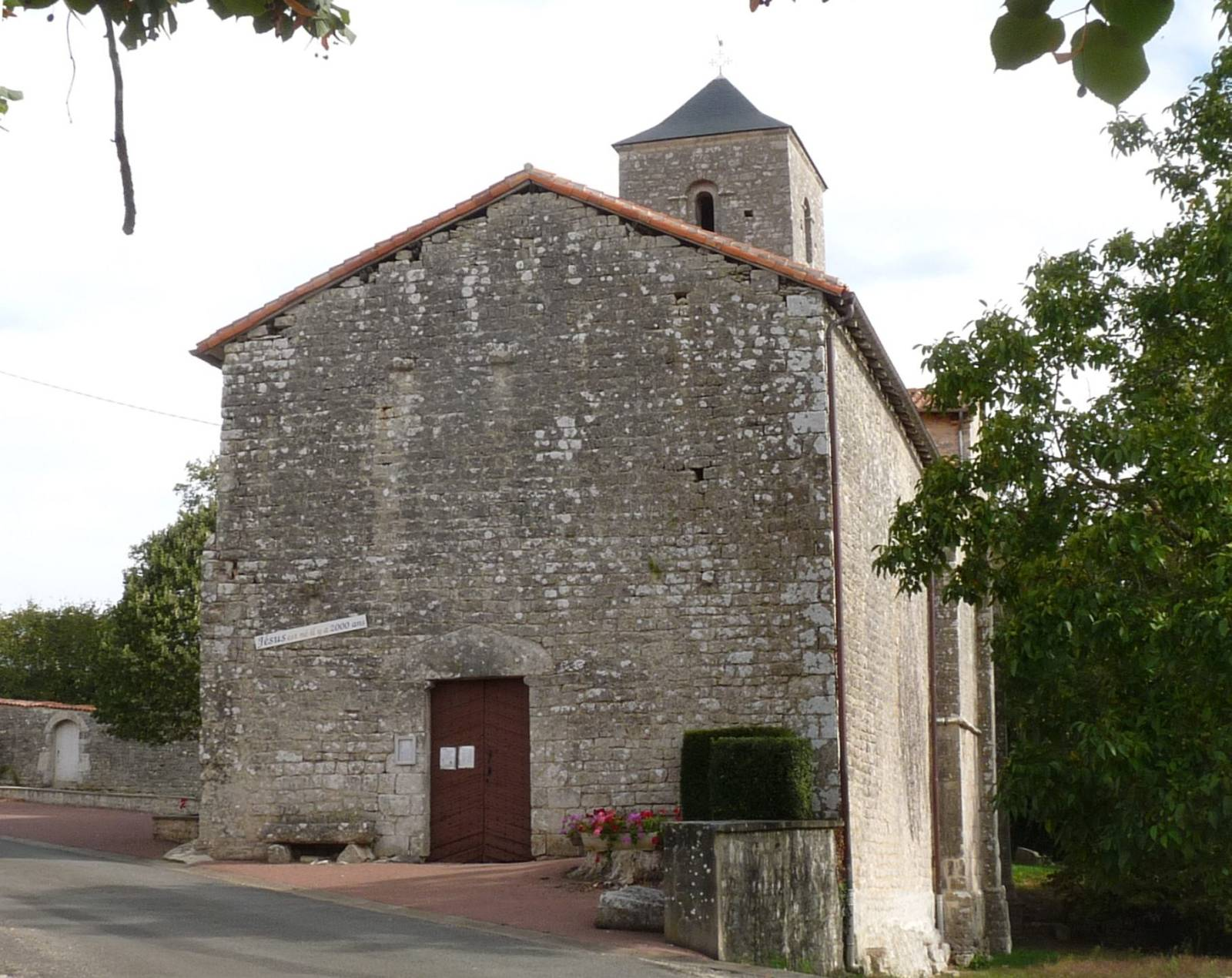
Kirche Saint-Georges

- Kirche Saint-Georges aus dem 12. Jahrhundert, Monument historique seit 1949